# 布雷特·马厄
布雷特·史蒂文·马厄（英語：Brett Steven Maher，1973年4月17日—），澳大利亚前职业篮球运动员，他在1992年至2009年间效力于NBL的阿德莱德36人队。马赫还代表澳大利亚参加了1996年夏季奥运会，2000年夏季奥运会和2004年夏季奥运会男子篮球比赛，以及1998年FIBA世界锦标赛。